# Zaurbek Sidakov
Zaurbek Kazbekovič Sidakov (in russo Заурбек Казбекович Сидаков?; osseto: Сидахъаты Хъазыбеджы фырт Заурбек; Beslan, 14 marzo 1996) è un lottatore russo, specializzato nella lotta libera.

## Biografia
È nato a Beslan, nell'Ossezia Settentrionale-Alania.
È stato campione iridato ai mondiali di Budapest 2018 e Nur-Sultan 2019 nei 74 kg.
Ha rappresentato ROC ai Giochi olimpici estivi di Tokyo 2020, dove ha vinto la medaglia d'oro nel torneo dei 74 kg. 

## Palmarès

### Per ilROC
- Giochi olimpici

Tokyo 2020: oro nei 74 kg.

### Per gli Atleti Autorizzati Indipendenti
- Mondiali

Belgrado 2023: oro nei 74 kg.

### Per la Russia
- Mondiali

Budapest 2018: oro nei 74 kg.
Nur-Sultan 2019: oro nei 74 kg.
- Giochi europei

Minsk 2019: oro nei 74 kg.
- Mondiali militari

Mosca 2018: oro nei 74 kg.
- Europei U23

Szombathely 2017: argento nei 70 kg.
Istanbul 2018: oro nei 74 kg.

### Altre competizioni internazionali
2019
- nei 74 kg. alla Coppa del Mondo di Jakutsk